# エマニュエル・アチョ
エマニュエル・アチョ（Emmanuel Acho 1990年11月10日- ）はテキサス州ダラス出身のアメリカンフットボール選手。ポジションはラインバッカー。アリゾナ・カージナルスのサム・アチョは兄。

## 経歴
高校時代は、アメリカンフットボールの他にバスケットボールや陸上競技（砲丸投、円盤投）も行った。
テキサス大学に進学した彼は、4年間で先発26試合を含む、48試合に出場し280タックル、8サック、7ファンブルフォース、3ファンブルリカバー、2インターセプトをあげた。3年次には、87タックル、3サックをあげた。4年次の2011年には、129タックル、3サックをあげて、ビッグ12カンファレンスのオールチームに選ばれた。またロット賞のファイナリストにも残っている。
NFLスカウティングコンバインでは40ヤード走で4秒73を出した。
2012年のNFLドラフト6巡でクリーブランド・ブラウンズに指名された。5月、ブラウンズと4年217万8000ドルの契約を結んだ。プレシーズンゲームで足を負傷して、故障者リスト入りし、シーズン絶望となった。
2013年4月11日、ディオン・ルイスとのトレードで、フィラデルフィア・イーグルスへ移籍した。9月2日、イーグルスがタンパベイ・バッカニアーズからウェーバーされたナジー・グッドを獲得した際、解雇された。9月10日にニューヨーク・ジャイアンツとプラクティス・スクワッドとして契約を結んだ。10月21日、フィラデルフィア・イーグルスと契約を結んだ。12月17日にイーグルスから解雇され、翌日イーグルスとプラクティス・スクワッド契約を結んだ。